# 多轮草
多轮草（学名：Lerchea micrantha）为茜草科多轮草属下的一个种。